# Hitoshi Yasuda
Hitoshi Yasuda (jap. 安田　均 Yasuda Hitoshi, * 25. Juli 1950 in Kōbe) ist ein japanischer Autor, Übersetzer und Spieledesigner. Als einer der Väter der japanischen Rollenspiel-Szene brachte er als Übersetzer Systeme wie Traveller und GURPS nach Japan. In der westlichen Anime- und Manga-Szene ist er vor allem für sein Mitwirken an Veröffentlichungen der Reihe Record of Lodoss War bekannt.
Er übersetzte ursprünglich amerikanische Rollenspiele und war einer der Väter des Replay-Genres, bei dem Erlebnisse von Rollenspiel-Sessions aufbereitet und in Buchform wiedergegeben werden. Er spielte und schuf mit vielen der heutigen Größen des japanischen Fantasy-Genres wie Ryō Mizuno zusammen viele Welten, sowohl als Spielleiter als auch selbst als Spieler und Übersetzer.

## Biografie
Er studierte Rechtswissenschaften an der Universität Kyōto. Während seiner Studienzeit gründete er den Science-Fiction-Forschungskreis Kyōto-U und gelangte dort in Kontakt mit vielen späteren Kollegen. Nach seinem Studienabschluss arbeitete er für das Handelsunternehmen Marubeni, ab 1976 dann als eigenständiger Übersetzer für englischsprachige SF- und Fantasy-Literatur.
Im Jahr 1986 (1987 eingetragen als Kabushiki Kaisha) gründete er mit Group SNE eine Firma, die noch heute Bestand hat und einen großen Namen in der japanischen Rollen-, Brett- und Kartenspiel-, aber auch in der Science-Fiction- und Fantasy-Szene. Seither ist sie Spiele- und Literaturschmiede in diesen Genres bekannt und brachte viele Spiele- und Romanautoren hervor. Zusammen mit seiner Firma publiziert er neben japanischen Fassungen europäischer Spiele auch Spiele japanischer Autoren, Fachzeitschriften zum Hobby Brettspiel und diverse Medienbeiträge.

## Werke und Mitwirkung (Auswahl)

### Romane
- Doragonzu Hevun (ドラゴンズ’ヘヴン, en. Dragons Heaven, 1994, T&T Replay), Autor
- Misutara Mokushiroku 1-4 (ミスタラ黙示録1~4, dt. Die Offenbarung Mistaras 1-4, 1995–1996, D&D Replay), Autor
- Rokumon Sekai RPG Ripurei-Reihe (六門世界RPGリプレイ), Mitautor und Herausgeber
- Rōdosu-tō Senki: Hai'iro no Majo (ロードス島戦記　灰色の魔女, Record of Lodoss War: Die Graue Hexe), Grundidee und Konzept
- Monster Collection-Reihe (モンスター・コレクション), Konzept und Ko-Autor
- Rokumon Sekai-Saga (『六門世界』サーガ), Konzept
- Wizu Doragon-Reihe (『ウィズ・ドラゴン』シリーズ, en. With Dragon), Konzept

### Sachliteratur und Fachzeitschriften
- Gēmu o kiru (ゲームを斬る [Aufsatz über die Rolle von Brettspielen im 21. Jahrhundert]), Autor
- Yasuda Hitoshi no Bōdogēmu Daisuki! (安田均のボードゲーム大好き!, dt. Hitoshi Yasuda's Lieblingsspiele [Anthologie mit Spielerezensionen deutscher Brettspiele]), Autor
- Board Game Street (『ボードゲーム・ストリート』シリズ [Jährlich erscheinende Fachzeitschrift zu Gesellschaftsspielen]), Mitautor und Herausgeber
- Boardgame Junction (ボードゲーム・ジャンクション [Einstiegsliteratur zum Thema Europäische Brettspiele]), Mitautor und Herausgeber
- Fantasy RPG Guidebook (ファンタジーRPGガイドブック), Herausgeber und Mitautor

### Übersetzungen ins Japanische
- Dragonlance-Reihe (Verlag: ASCII Media Works)
- Dark Elf-Reihe (Verlag: ASCII Media Works)
- Disukuwārudo Sōdōki (ディスクワールド騒動記, en. The Colour of Magic), Terry Pratchett
- Gyakuten Sekai (逆転世界, en. Inverted World), Christopher Priest
- Sando Kinguzu (サンドキングズ, dt. Sandkönige), George R.R. Martin
- GURPS-Reihe (『ガープス』シリーズ) [Rollenspiel]
- Traveller (トラベラー) [Rollenspiel]
- Dungeons & Dragons-Reihe (『Ｄ＆Ｄ』シリーズ) [Rollenspiel]
- Tunnels & Trolls 7th Edition (トンネルズ＆トロールズ第７版) [Rollenspiel]

### Pen-&-Paper-Rollenspiele
- Rokumon Sekai RPG 2nd edition (六門世界RPG 2nd edition), Konzept und Herausgeber
- Rokumon Sekai RPG-Reihe (『六門世界RPG』シリーズ), Konzept
- Gōsuto Hantā RPG02-Reihe (『ゴーストハンターRPG02』シリーズ, en. Ghost Hunter RPG02), Konzept

### Brett- und Kartenspiele
- Monster Collection TCG (モンスター・コレクションTCG), Spieleautor
- Ghost Hunter 13 Tile Game (ゴーストハンター13タイルゲーム), Spieleautor
- Black Stories-Reihe, japanische Ausgabe (『ブラックストーリーズ』シリーズ), Herausgeber
- Palastgeflüster, japanische Ausgabe (王宮のささやき), Herausgeber
- Targi, japanische Komplettausgabe (タルギ完全日本語版), Herausgeber